# Gens Aburia
De gens Aburia was een plebejische gens in Rome. Op munten van deze gens vinden we het cognomen Gem. terug, dat mogelijk een afkorting is voor Geminus. Opmerkelijk is dat de munten geen hoofden afbeelden.
Caius Aburius, werd in 171 v.Chr., als lid van een officiële delegatie van ambassadeurs, richting Noord-Afrika gestuurd om te bemiddelen in een conflict tussen de Numidische koning Masinissa en Carthago.
Marcus Aburius volkstribuun in 187 v.Chr.; praetor peregrinus in 176 v.Chr.

## Referentie
- https://web.archive.org/web/20131103161915/http://www.ancientlibrary.com/smith-bio/0013.html